# Piculus litae
Piculus litae là một loài chim trong họ Picidae.